# Claus av Nederländerna
Prins Claus van Amsberg (född Klaus-Georg Wilhelm Otto Friedrich Gerd von Amsberg), född 6 september 1926 i Hitzacker, Niedersachsen, Tyskland, död 6 oktober 2002 i Amsterdam, Nederländerna, var drottning Beatrix av Nederländernas make från 1966 till sin död.
Till en början var Claus diplomat i Västtysklands tjänst och västtysk vice ambassadör i Elfenbenskusten, men han träffade Beatrix på nyårsafton 1963 och gifte sig med henne 1966. När hans fru besteg tronen 1980 stöttade Claus henne fram till sin död 2002.

## Biografi

### Barndomen

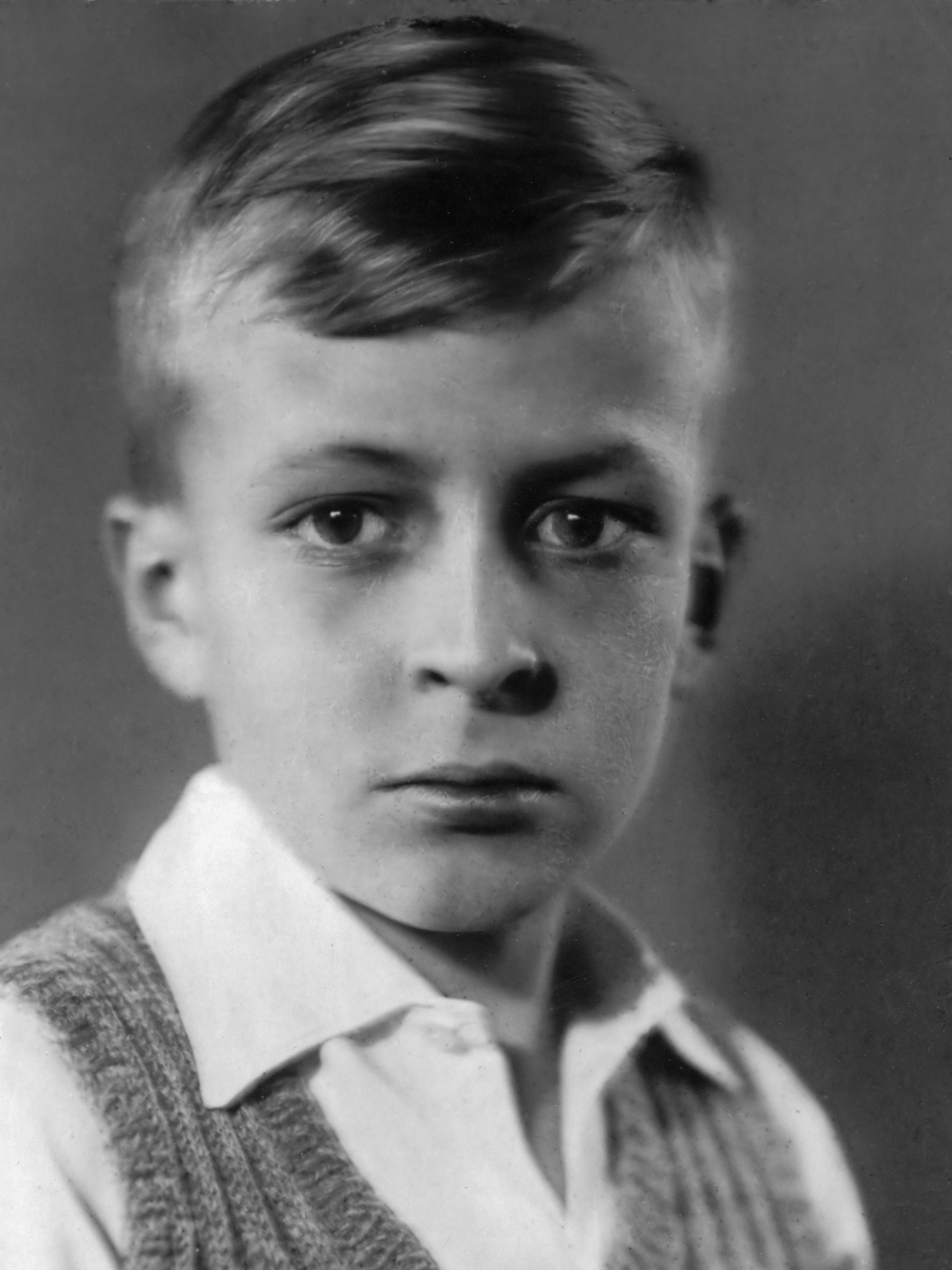
Klaus von Amsberg (1936)

Klaus von Amsberg föddes den 6 september 1926 på det nordtyska godset Schloss Dötzingen nära Hitzacker (Elbe). Han härstammade från den obetitlade mecklenburgska adelssläkten Amsberg. Han var andra barnet till Klaus Felix Friedrich Leopold von Amsberg (1890–1953) var äldste son till Wilhelm von Amsberg (1856–1929) och hans hustru Elise von Vieregge (1866–1951). Hans far hade arbetat som godsförvaltare på godset sedan 1917, efter ett misslyckat äventyr som bonde i Afrika. Han gifte sig med Gösta Freiin von dem Bussche-Haddenhausen (1902–1996), yngsta dotter till godsägaren i Dötzingen, Georg Freiherr von dem Bussche-Haddenhausen (1869–1923) och hans hustru Gabriele, född Freiin von dem Bussche-Ippenburg (1877–1973).
År 1928 emigrerade hans far med sin familj till Tanganyika (dagens Tanzania), där han blev chef på en tysk-engelsk kaffe- och sisalplantage. Claus tillbringade tio år av sin barndom i Tanzania och mindes dessa år som särskilt lyckliga. År 1933 skickade hans mor honom och hans sex yngre systrar att bo med hennes familj i Bad Doberan, där han gick på Gymnasium Friderico-Francisceum. 1936 återvände han till Afrika och skickades till en tysk internatskola i Tanganyika, som var ansluten till Hitlerjugend.

### Krigsåren
År 1938 flyttade hans mor tillbaka till Tyskland med honom, där Claus gick i den baltiska skolan i Międzyzdroje vid Östersjön från 1938 till 1942. År 1943 flyttade han in hos sin mormor i Bad Doberan, där han fortsatte sin skolgång på Gymnasium Friderico-Francisceum. Där blev han ordinarie medlem i Deutsche Jungvolk och Hitlerjugend. Som 16-åring blev han inkallad till Reichsarbeitsdienst 1942 och placerades på flygplatsen i den ostpreussiska huvudstaden Königsberg. År 1944 blev Claus inkallad till tyska Wehrmacht och blev soldat i 90:e Panzergrenadierdivisionen i Italien efter en mellanlandning i Danmark. I början av maj 1945, innan han hann deltaga i några strider, blev han tillfångatagen i Merano av amerikanska styrkor, internerades och fungerade som tolk och chaufför. Efter hemkomsten gick han ut skolan i Lüneburg och studerade juridik i Hamburg. Han gick sedan med i den tyska diplomatkåren och arbetade i Santo Domingo och Elfenbenskusten. På 1960-talet förflyttades han till Bonn.

### Karriär
Han återvände till Tyskland julen 1945 och flyttade till Hitzacker. Han träffade inte sina föräldrar, som hölls fångna i Afrika, förrän 1947. Under tiden kom Claus ikapp med sin Abiturient på Johanneum Lüneburg. Innan han kunde skriva in sig vid ett universitet var han tvungen att möta en avnazifieringskommission, som frikände honom från alla problem. Eftersom han inte kunde studera maskinteknik skrev han in sig för att studera juridik i Hamburg, där han arbetade flera gånger som arbetande student. Han avslutade sina studier 1952. Fadern dog 1953.
Efter en tids utbildning i USA och några månader på advokatfirman Walter Lippmann i Hamburg, där han tog hand om tyska judars rättsliga anspråk, valde han en ny inriktning: diplomatin. Den 1 april 1957 anställdes han som statstjänsteman vid den tyska utrikesförvaltningen. År 1958 avlade han examen som attaché.
Hans första utlandsuppdrag som diplomat var som tredje ambassadsekreterare i Dominikanska republiken. Där rapporterade Claus om landets auktoritära regim och det växande antalet regimkritiker vid den tiden. Han befordrades till andre ambassadsekreterare, men blev också intresserad av ett jobb i Afrika. År 1961 blev han andre sekreterare och biträdande ambassadör vid den tyska ambassaden i Elfenbenskusten. Här blev han bekant med Avi Primor, senare ambassadör för Israel i Tyskland, och var den "förste tysken" som träffade honom, och vann hans aktning och livslånga vänskap.

### Giftermål med förhinder

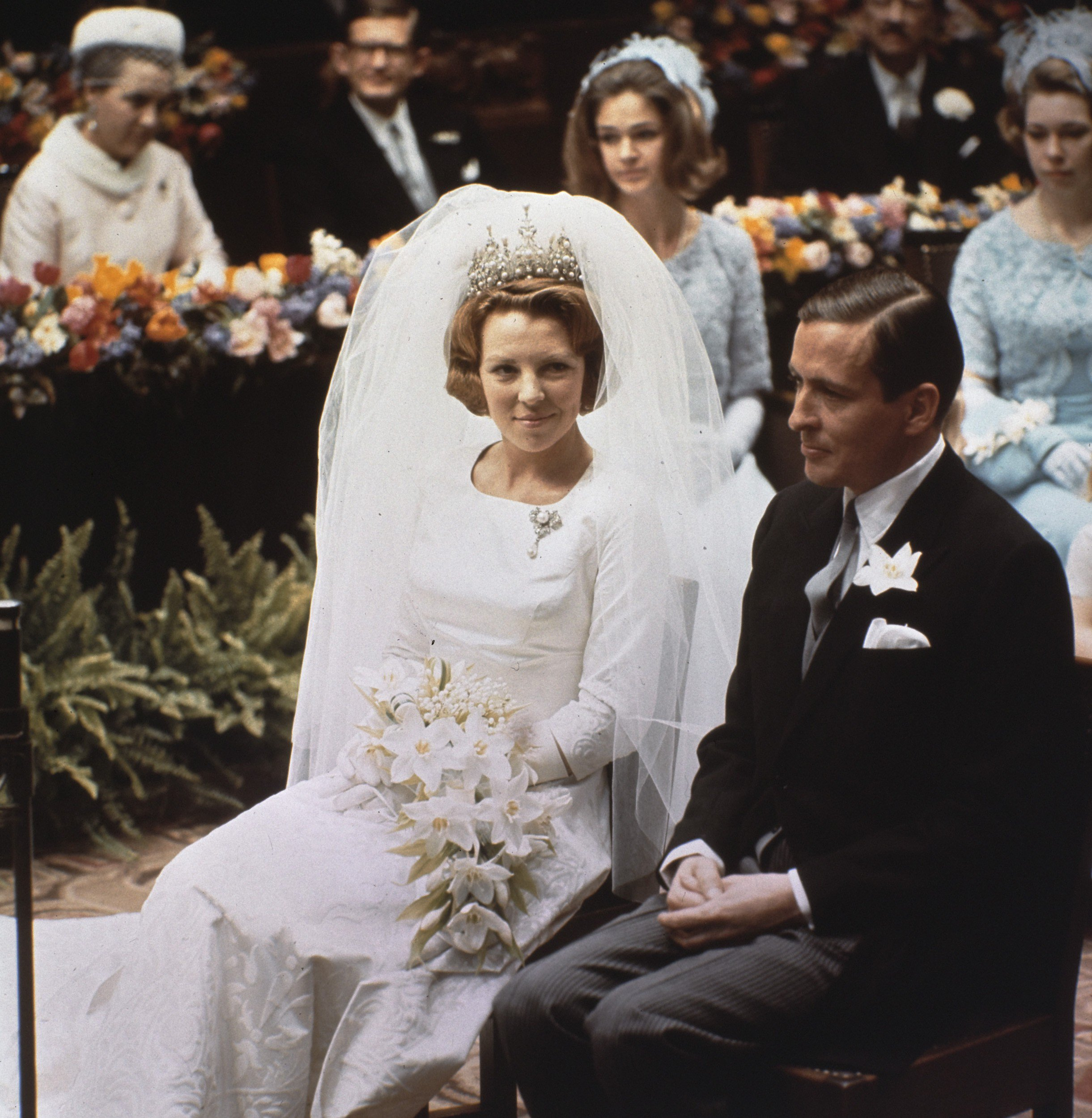
Bröllopsdagen 10 mars 1966

På nyårsafton 1962 träffade han den nederländska kronprinsessan Beatrix på en fest hos grevarna av Oeynhausen-Sierstorpff, som var vänner och avlägset släkt med honom, i Bad Driburg, som också tillhörde släktingar till Beatrix far Bernhard av Lippe-Biesterfeld. Ett och ett halvt år senare följde ett andra och ett tredje möte i samband med bröllopet mellan prinsessan Tatjana av Sayn-Wittgenstein och prins Moritz av Hessen. År 1963 återvände Claus till Tyskland för att arbeta vid utrikesministeriet i Bonn med ekonomiska relationer med länder i Afrika söder om Sahara. Olika möten under 1964 och 1965 ledde till att bekantskapen konsoliderades. Den 1 maj 1965 upptäckte fotografen John de Rooy paret när de gick "intimt omfamnade" i trädgården till slottet Drakensteyn. Bilden publicerades i den brittiska dagstidningen Daily Express den 6 maj 1965 och sedan i nederländsk press. Efter att Amsbergs identitet upptäcktes var paret tvungna att fatta ett snabbt beslut: den 28 juni tillkännagavs deras förlovning på TV.
Det faktum att Claus hade varit medlem i Hitlerjugend som tysk och hade tjänstgjort i Wehrmacht orsakade stor uppståndelse bland delar av den nederländska befolkningen tjugo år efter den tyska ockupationen. Det pågick en namninsamling mot det planerade bröllopet. Icke desto mindre gav drottning Juliana förlovningen sin välsignelse efter att allvarligt ha övervägt att avbryta den. I juni 1965 hängdes gamla nazistiska propagandapamfletter upp på tågstationen i Haag med texten: "Claus, åk tillbaka till ditt Heimat (Hemland)". Orangea hakkors målades också på väggarna i staden, med bokstaven B. I Amsterdam kritades "Raus Claus" (Stick iväg Claus") på väggar och staket med vit färg. Under ett besök i Utrecht den 13 september 1965 kastades förutom en hel del konfetti även stenar mot Claus och Beatrix. Ett rått ägg landade på motorhuven på bilen som körde bakom dem. På en sten som kastades mot paret låg ett band med texten "Claus Raus".
Det nederländska parlamentets andra kammare debatterade relationen länge och häftigt. Först efter att den välkände historikern Loe de Jong hade förklarat att Claus inte kunde anklagas för krigsförbrytelser och att inga tecken på antisemitism upptäcktes i hans biografi, godkändes förlovningen av generalstaterna 1965 – ett nödvändigt steg för att Beatrix skulle kunna stanna kvar i tronföljden. Den 10 december 1965 beviljades Claus nederländskt medborgarskap och ett nederländskt pass och den 16 februari 1966 ändrades hans efternamn officiellt till "van Amsberg". Nederländskt medborgarskap var nödvändigt eftersom barnen från äktenskapet annars inte skulle ha varit holländska enligt den tidens lag. 

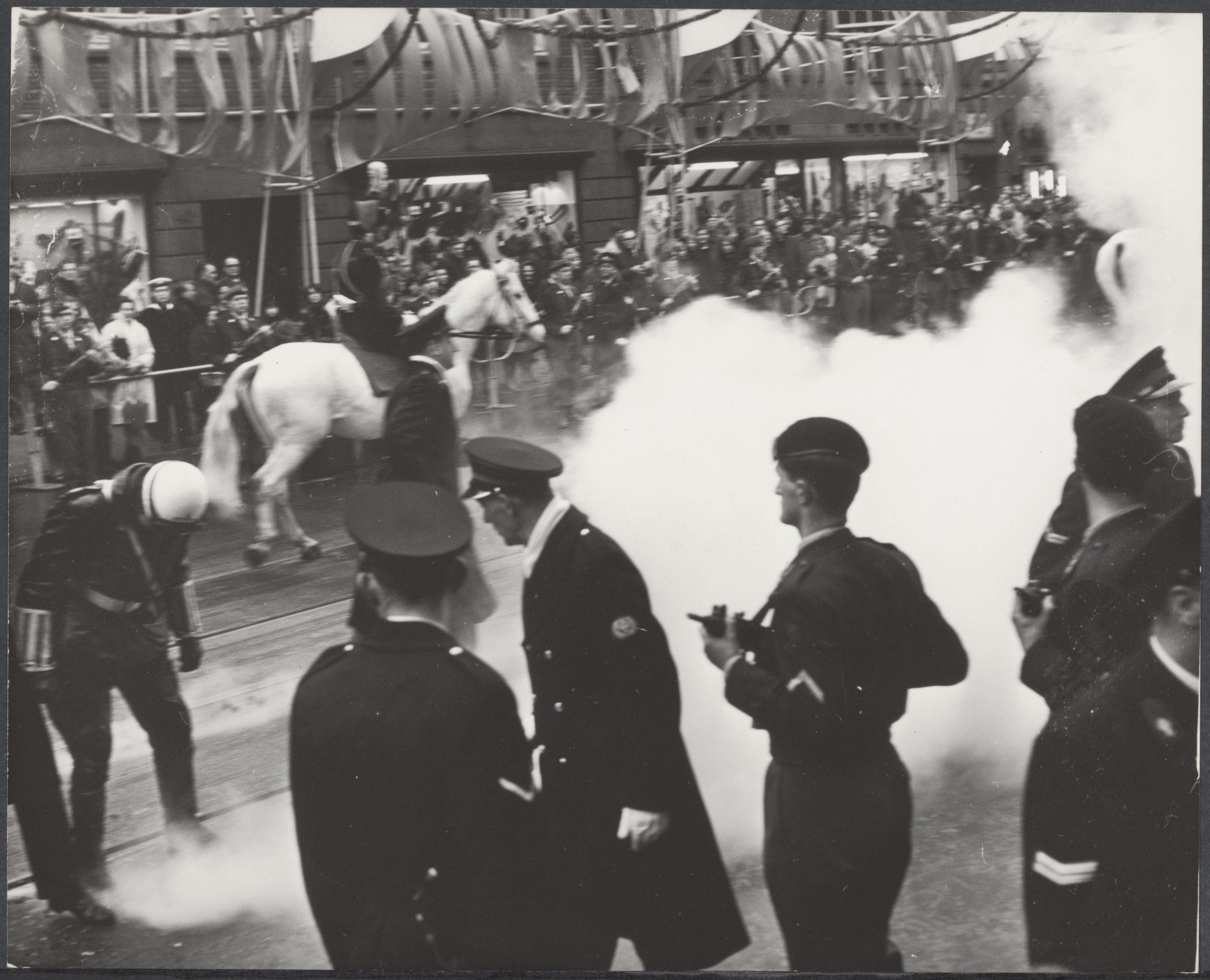
Bröllopsyran stördes av rökbomber.

Den 10 mars 1966 gifte sig Claus och Beatrix i Amsterdam, och Claus fick titeln prins av Nederländerna och Jonkheer van Amsberg. Claus vigselvittnen var hans farbror baron Julius von dem Bussche-Haddenhausen, hans och Beatrix gemensamma vän Jonkheer Frans Alting von Geusau, hans vän baron Johan Christian von Jenisch och hans collegevän greve Ferdinand von Bismarck. Bilfärden till och från kyrkan avbröts av kravaller och våldsamma protester (framför allt från den anarkistiska gruppen Provo) med rökbomber och smällare. Enligt vissa tidningar var det omkring tusen upprorsmakare. De skanderade slagord som "Claus, 'raus!" (Ut med Claus!) och "Mijn fiets terug" (Ge tillbaka min cykel), en referens till minnet av ockuperande tyska soldater som konfiskerade holländska cyklar. En rökbomb kastades mot bröllopsvagnen av en grupp Provos. Kravallstaket och flaggstänger revs ner och cyklar och mopeder kastades ut på gatan. En bil knuffades omkull på Kalverstraat. Under en tid trodde man att Beatrix skulle bli den sista monarken i Nederländerna.
Efter bröllopet flyttade Claus in hos Beatrix i slottet Drakensteyn och började lära sig nederländska. Under det första året av sitt äktenskap höll han en låg profil. När hans äldsta barn föddes 1967 stod han för första gången i centrum för uppmärksamheten, när han kom till stadshuset i Utrecht för att registrera sin äldste son på registreringskontoret och talade till det nederländska folket i ett TV-sänt tal.
1967 genomförde han Nijmegenmarschen. Han förvärvade det tillhörande Fyradagarsmarschkorset. Han sa själv en gång att detta är den enda utmärkelse han faktiskt hade ansträngt sig för; resten fick han huvudsakligen som make till Beatrix. Vid sin begravning i Noordeindepalatset och vid begravningsgudstjänsten i Nieuwe Kerk låg Fyradagarsmarschkorset på eller nära hans kista.
Claus blev enormt rörd när det israeliska laget togs som gisslan av palestinier vid de olympiska sommarspelen i München 1972. Han fann det obegripligt att IOK inte hade kunnat förhindra detta. Sedan dess ville han inte ha något mer att göra med de olympiska spelen, men han godkände sin äldste sons medlemskap i IOK innan Willem-Alexander accepterade medlemskapet.
Under hela sitt liv, fram till sin dödsbädd, fortsatte han att känna sig delvis ansvarig för grymheterna under nazistregimen. Enligt hans äldste son led han mycket av detta.

### Prinsgemål 1980

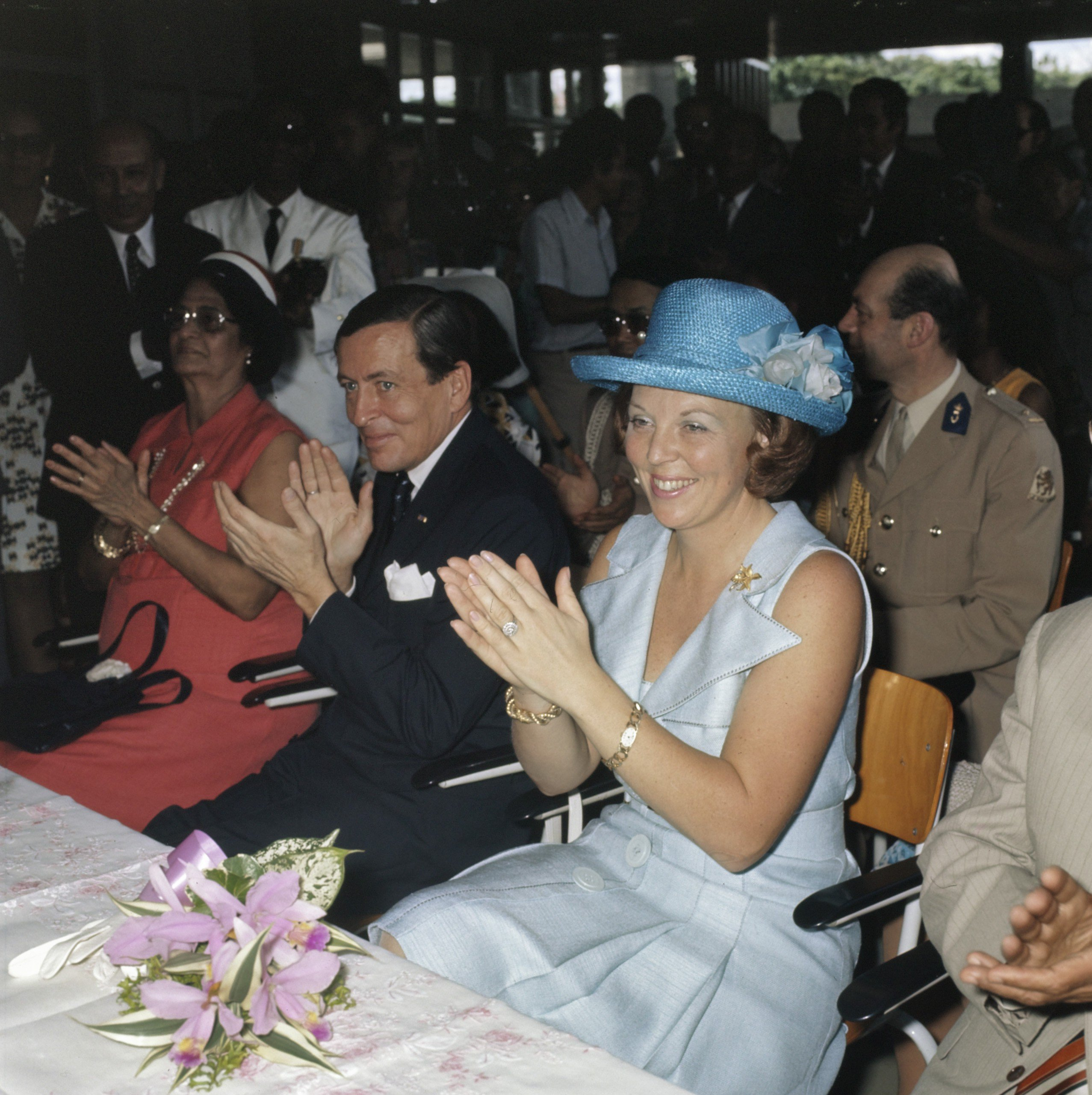
Prinssesan Beatrix och prins Claus på besök i Surinams huvudstad Paramaribo 1975.

När Beatrix blev drottning 1980 och familjen flyttade från slottet Drakensteyn i Baarn till Haag 1981 ökade pressen på kungafamiljen och fick en större inverkan på prins Claus liv. Som prinsgemål fick han ytterligare ceremoniella uppgifter och tycktes lida svårt av det faktum att han inte kunde ägna sig åt några större och mer meningsfyllda aktiviteter. Efter installationen av drottning Beatrix besökte paret de forna kolonierna Aruba och Nederländska Antillerna.
Prinsgemålen, som ofta kallades för prins sorgsen, hade fått ett stort erkännande i Nederländerna efter bröllopet. I opinionsundersökningar ansågs han vara den mest sympatiska medlemmen av den kungliga familjen. Med tiden blev Claus accepterad av allmänheten, så mycket att han under den sista delen av sitt liv ansågs av vissa vara den mest populära medlemmen av kungafamiljen. Med hans varmhjärtade medkänsla för utvecklingsländernas välfärd, hans öppna språk, de rättsliga tvisterna om den felaktiga rapporteringen i skvallerpressen och hans lekfulla och humoristiska agerande som protesten mot domstolens tvångströja var det många holländare som tog honom till sina hjärtan. Denna förändring i den holländska opinionen orsakades av Claus starka motivation att bidra till offentliga ändamål (särskilt utvecklingen i tredje världen, som han ansågs vara expert på), hans uppriktiga blygsamhet och hans uppriktighet (inom men ibland i utkanten av det kungliga protokollet). Allmänheten sympatiserade också med Claus för hans ansträngningar att ge mening åt sitt liv bortom de begränsningar som nederländsk lag införde för kungafamiljens yttrande- och handlingsfrihet. Dessa restriktioner lättades dock gradvis; Claus utnämndes till och med till högre tjänsteman vid avdelningen för utvecklingsbistånd, om än i en rådgivande roll.
År 1996, i samband med sitt trettioårsjubileum som prins av Nederländerna, inrättade den nederländska regeringen Prins Claus Fund och Prins Claus pris. Priset ges till personer och organisationer i tredje världen med progressiva perspektiv på kultur och utveckling. Priset är på 100 000 euro och vinnaren presenteras i samband med en ceremoni i kungliga palatset i Amsterdam i december varje år.

#### Slipsupproret
Ett exempel på hans inställning till protokollet var "Declaration of the Tie". År 1998, efter att ha delat ut det årliga Prins Claus pris till tre afrikanska modedesigners, uppmanade Claus "arbetare från alla nationer att förena sig och kasta bort de nya bojor som de frivilligt har tagit på sig", det vill säga slipsen, som "slingrar sig runt min hals" och uppmuntrade publiken att "våga sig in i det öppna paradiset". Sedan tog han av sig sin marinblå slips och slängde den ganska oelegant på golvet framför fötterna på sin hustru, drottning Beatrix. En orm omkring min hals", morrade den 73-årige prinsen till stående ovationer.
När ett nyhetsankare rapporterade om händelsen den kvällen drog även han av sig slipsen. I solidaritet gjorde även sportkommentatorn som gav fotbollspoängen. Fenomenet fick namnet "Claustrophilia". "Jag lider också av Claus slipsfobi, så jag skriker av glädje över prinsens uppmaning till ett förbud mot slipsar", sa Wouter van Winden, en affärsman i den centrala staden Delft till tidningen De Volkskrant. "Inget klädesplagg kombinerar så lite funktion med så stor potential att visa dålig smak", sa han. "För mig är en slips som ett hundkoppel – båda symboliserar en begränsning av friheten. Varför bär annars Nelson Mandela aldrig en?" Amen, sa Claus, som utnämnde den sydafrikanske presidenten till "den bäst klädda man jag känner".
| ” | En orm omkring min hals! | „ |

### Sjukdom och död
1982 lades prinsen in på Radboud-sjukhuset i Nijmegen. Den statliga informationstjänsten (RVD) förklarade hans sjukdom som: "klagomål av depressiv natur". Den 1 oktober 1982 meddelade RVD att han hade förflyttats till den psykiatriska universitetskliniken i Basel. Till en början stannade han där i fyra veckor. Mer än 600 katoliker lämnade Nederländerna den 30 oktober 1982 för att bege sig till den tyska vallfartsorten Kevelaer för att be för honom. I mitten av november 1982 åkte han på ett statsbesök till England tillsammans med Beatrix, men han deltog inte i hela programmet på grund av sin depression. Sedan åkte han till kliniken i Basel för att stanna där till strax före jul. Det tog prinsen några år att komma över sin sjukdom. På grund av sin depression var han inte närvarande vid Drottningdagen 1983.

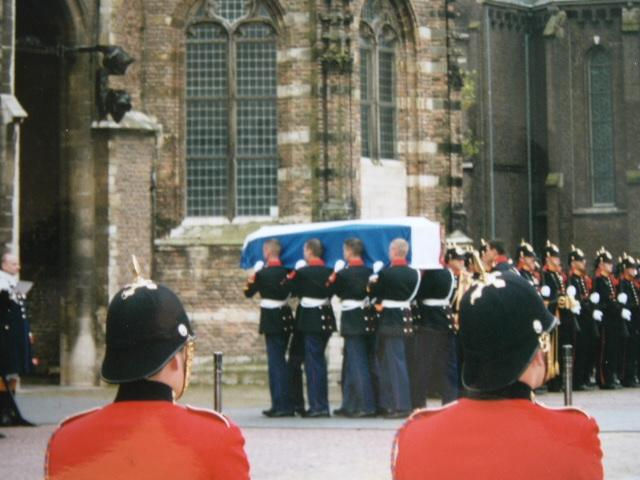
Begravningen av prins Claus den 15 oktober 2002.

I den holländska befolkningens ögon var prins Claus under lång tid en snäll, om än sorgsen och sårbar make bredvid drottning Beatrix. När rapporterna om hans sjukdom ökade på 1990-talet blev bilden av honom i offentligheten ännu starkare. Under de sista åren av sitt liv lyckades han korrigera denna bild något. 1991 kom hans depression tillbaka och han fick diagnosen Parkinsons sjukdom. Av denna anledning, och även på grund av hans medicinering, var hans motorik allvarligt nedsatt. Under de sista åren av sitt liv gick prins Claus igenom olika sjukdomsfaser, som växlade med faser av återhämtning och aktivitet. År 1998 opererades han för prostatacancer och behandlades framgångsrikt, men strålbehandling orsakade urinvägsproblem år 2000. År 2001 var han tvungen att operera bort en njure, vilket ledde till problem med den andra njuren. Den 2 februari 2002 kunde han ändå närvara vid bröllopet mellan sin son kronprins Willem-Alexander och Máxima Zorreguieta. På grund av luftvägssjukdomar var han tvungen att tillbringa flera veckor på sjukhus den våren. Den 8 juni 2002 föddes hans första barnbarn, grevinnan Eloise, dotter till sonen prins Constantijn och hans hustru prinsessan Laurentien. Den 9 augusti behandlades en förträngning av hans kranskärl med en ballongkateter. Han dog som en av de mest populära medlemmarna av den nederländska kungafamiljen den 6 oktober 2002 vid 76 års ålder i Amsterdam till följd av sin Parkinsons sjukdom och lunginflammation.
Prins Claus begravdes den 15 oktober 2002 i den kungliga graven Nieuwe Kerk i Delft. Han lämnar efter sig bilden av en stilfull man med speciell integritet. Lovtalet hölls av poeten och före detta katolske prästen Huub Oosterhuis.

## Arbetsuppgifter och socialt engagemang
Vid tiden för sitt giftermål kunde prins Claus ännu utgå från att han som prinsgemål – i likhet med sin svärfar prins Bernhard – skulle utföra viktiga diplomatiska uppgifter. Sedan Lockheedaffären 1976 har dock friheten för prinsgemålen varit kraftigt beskuren.

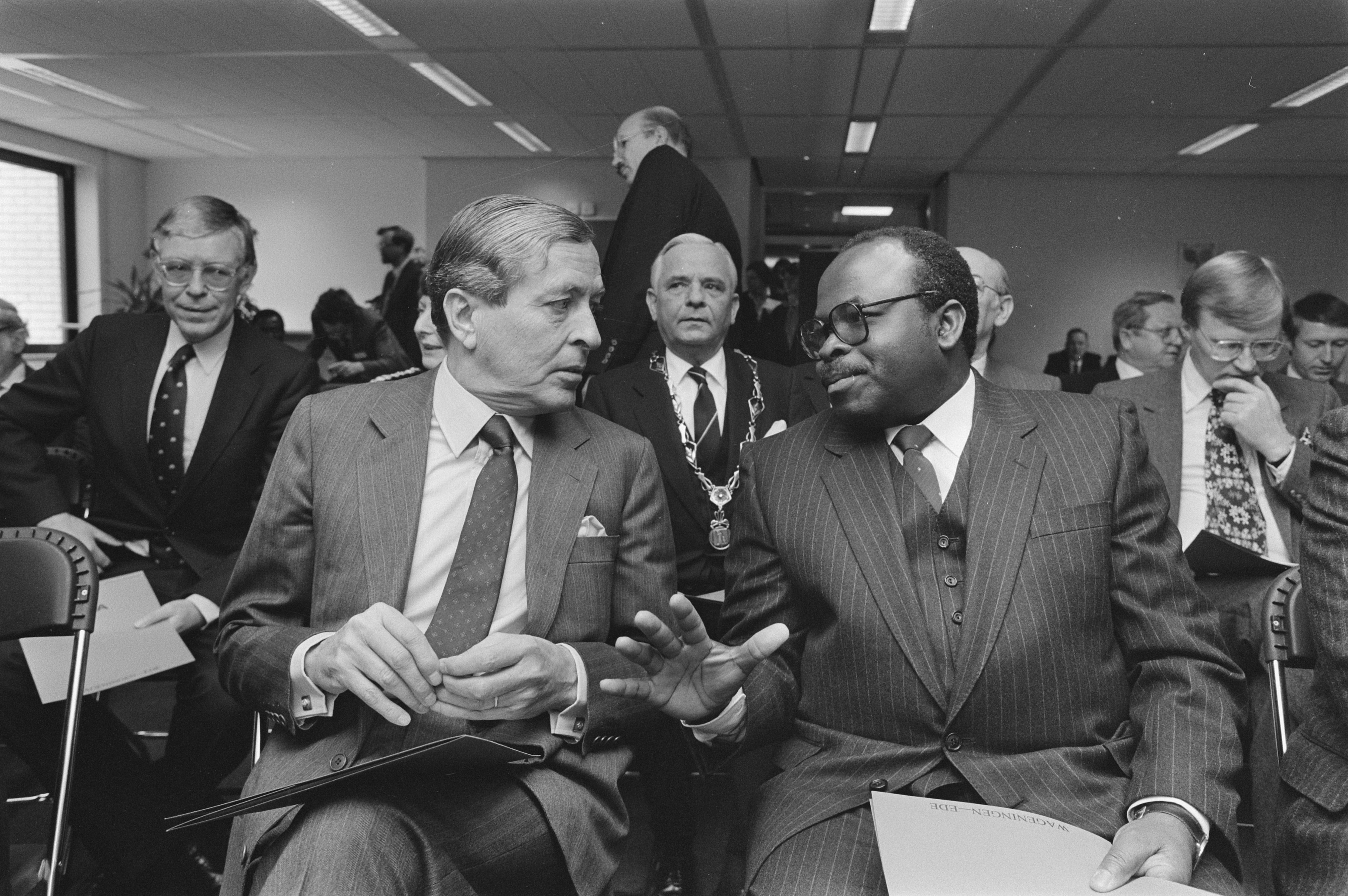
Prins Claus inviger Centre Technique Cooperation (CTA) i Ede 1985. CTA var ett samarbetsorgan mellan tidigare kolonier och EU.

Prins Claus var engagerad i Afrika under hela sitt liv. År 1970 utsågs han till ordförande för den nationella kommittén för utvecklingsstrategi, ett slags PR-organ för den nederländska regeringens utvecklingspolitik. Ett antal rekommendationer från denna kommission, såsom ett litet bidrag till Angolakommittén, som kämpade för ett självständigt Angola och en kaffebojkott som organiserades för att störta regimen i den dåvarande portugisiska kolonin, tycktes försätta prinsen i en politiskt kontroversiell och därför komprometterande situation. Som ett resultat av detta fick han funktioner som var mindre känsliga: han blev ordförande för stiftelsen för nederländska frivilliga och politisk rådgivare till ministern för utvecklingssamarbete. Men även i dessa funktioner kände sig prins Claus mycket begränsad. Han var tvungen att hålla sin personliga åsikt för sig själv, så han verkade ofta färglös och kunde inte arbeta snabbt i sin funktion. Men genom sitt diplomatiska framträdande och sina många föreläsningar på temat utvecklingssamarbete kunde han förmedla en del av sina idéer. Genom hans inflytande förändrades alltså principen för utvecklingsbiståndspolitiken: i stället för att resa till tredje världen för att hjälpa till där, uppstod principen om att hjälpa människor att hjälpa sig själva.
År 1984 blev han generalinspektör för utvecklingssamarbete, en verksamhet som innebar många resor. Han blev också styrelseledamot i den nederländska centralbanken, det då statsägda post- och telekommunikationsföretaget PTT, och ordförande för Export Platform for Transport. Dessutom var den välutbildade prinsen ordförande i Stiftelsen för biovetenskap och samhälle. Hans självsäkerhet förblev dock begränsad på grund av hans medlemskap i den kungliga familjen. Claus var hedersordförande i National Coordinating Committee for the Protection of Monuments and Historic Buildings och King William I Foundation. Han var också beskyddare av Concertgebouworkestern och Scoutrörelsen i Nederländerna.

## Barn
1. Willem-Alexander av Nederländerna, född 27 april 1967
2. Friso av Oranien-Nassau, 25 september 1968 – 12 augusti 2013
3. Constantin av Nederländerna, född 11 oktober 1969